# Еколого-ценотичні стратегії популяцій
Еколого-ценотичні стратегії популяцій — всі  популяції розрізняються за типами ЕЦС.

## Історія формування концепції
Поняття «типи поведінки», «типи стратегій життя» з'явилися за кордоном на початку 1950-х рр., а в СРСР їх першим (стосовно рослин) використовував в 1970-х рр. Т. А. Работнов, який багато зробив для розробки цього складного питання. Згодом ці поняття були замінені поняттям «еколого-ценотичні стратегії» (далі — ЕЦС), запропонованим Б. М. Міркиним, яке відображає як  аутекологічні особливості виду (популяції), так і положення цього виду в біоценозі.
Однак саме поділ популяцій (без використання поняття «стратегія») на різні типи по відношенню до того чи іншого фактору (або групи факторів) вивчалося ще наприкінці XIX століття. Так, по відношенню до чинника «роль репродуктивного зусилля у виживанні» ще в 1884 р. Дж. Мак-Ліод (J. MacLeod) розділив всі рослини (ось воно — вплив марксизму!) на «пролетарів» (рослини-малолітники, зимуючі в вигляді насіння) і «капіталістів» (рослини, що зимують з капіталом органічної речовини — бульбами, товстими стеблами, кореневищами і т.і.) (див. про це:).
Мак-Артур та Вільсон. У 1967 р. Р. Мак-Артур (MacArthur) і Е. Вілсон (Wilson) фактично перевідкрили типи стратегій Дж. Мак-Ліода і за коефіцієнтами «r» і «К» логістичного зростання чисельності популяції (див. нижче) виділили популяції, відповідно, зі стратегіями «r-відбору» (збільшення швидкості росту популяції при малій її щільності, еволюція організмів в напрямку збільшення витрат на розмноження) і «К-відбору» (підвищення виживання та граничної величини щільності в умовах стабілізувати чисельність при сильному негативному впливі — конкуренції, хижацтві і пр.; підтримання життя дорослого організму) (див. про це:).

## Визнання та поширення концепції

Типи стратегій Мак-Артура-Вілсона отримали широке визнання. Американський еколог і герпетолог Е. Піанка в книзі «Еволюційна екологія», яка була перекладена на російську мову в 1981 р., дуже докладно розглянув г- і К-відбори, що дозволило Б. М. Міркину назвати такий варіант поведінки популяцій типом стратегій Мак-Ліода — Піанки.
Природно, що г- і К-відбори в «чистому вигляді» — це умовність. Кожен з існуючих організмів відчував і відчуває складну комбінацію г- і К-добору (треба мати і досить високу плодовитість, і досить високий ступінь виживаності). Правда, на цьому шляху набирає чинності загальносистемний принцип несумісності Заде: фізіологічні і морфологічні особливості організмів не дозволяють їм мати і високу плодючість, і великих, життєздатних нащадків — «… між кількістю і якістю нащадків доводиться вибирати».
Ще одна система типів ЕЦС була розроблена в 1930-х рр. Л. Г. Раменським і в 1970-х рр. в інших термінах сформульована і детально проаналізована англійським екологом Дж. Граймом (Grime) (табл. 1).
| Л. Г. Раменський                                             | Л. Г. Раменський | Дж. Грайм      | Дж. Грайм | Характеристика |
| ------------------------------------------------------------ | ---------------- | -------------- | --------- | --- |
| Назва                                                        | Образ            | Назва          | Позначка  | |
| Віолент (від лат. violent — нестримний, схильний до насилля) | «Лев», силовик   | Конкурент      | С-стратег | Види, що визначають вигляд угруповання, здатні до утискання конкурентів при відсутності порушень і за сприятливих умов |
| Патієнт                                                      | «Верблюд»        | Стрес-толерант | S-стратег | Види, здатні виживати в несприятливому середовищі при відсутності конкуренції                                          |
| Експлерент                                                   | «Шакал»          | Рудерал        | R-стратег | Види, які швидко розмножуються і швидко розселюються в умовах дуже порушених біотопів                                  |

На відміну від системи Мак-Ліода — Піанки ця система двовимірна: типи стратегій відбивають відносини популяцій до факторів «сприятливість умов місцеперебувань» і «порушення» (див. так званий «трикутник Грайма»; рис.).

## Класифікація Міркіна
Дещо видозмінивши систему Раменського — Грайма, Б. М. Міркин «укрупнив» деякі вторинні (змішані, перехідні) типи стратегій і запропонував наступну систему синтетичних типів стратегій: віоленти (К), патієнти екотопічні (S; популяції, які відчувають постійний абіотичний стрес) і біоценотичні (SK; популяції в умовах постійного біоценотичного стресу), експлеренти типові (R; слабка конкурентна здатність, висока продуктивність, «бродячий» спосіб життя) і помилкові (RK; такі ж, що і типові експлеренти, але постійні члени угруповання).
Порівняльна характеристика типів ЕЦС представлена в табл. 2.
| Ознака                               | К-відбор                                 | S-відбор                          | SK-відбор                                      | R-відбор                         | RK-відбор                        |
| Абіотичні умови середовища           | сприятливі                               | несприятливі                      | несприятливі                                   | сприятливі                       | сприятливі                       |
| Порушення                            | немає                                    | немає                             | немає                                          | є                                | є                                |
| Рівень взаємовідносин                | високий                                  | низький                           | високий                                        | високий                          | високий                          |
| Способ регуляції щільності популяції | залежність від смертності                | залежність від абіотичного стресу | залежність від взаємовідносин                  | гнучкість популяції              | гнучкість популяції              |
| Віковий спектр популяції             | нормальний                               | нормальний                        | нормальний                                     | інвазійний                       | інвазійний$                      |
| Характер екологічної ніші$$          | широка, NR NF, ДН виражена добре         | вузька, NR NF, ДН ніш не виражена | вузька, NR NF, ДН виражена добре               | широка, NR NF, ДН виражена слабо | широка, NR NF, ДН виражена слабо |
| Приклад                              | мертво-покривний буковий ліс (рід Fagus) | рослини пустель                   | журавлина (рід Oxycoccus) на сфагнових болотах | Іван-чай (рід Chamaenerion)      | Весняні ефемероїди в лісах       |

Примітки:
$ — для рослин псевдоінвазійний спектр (спалах щільності популяції за рахунок активізації банків насіння і вегетативних зачатків);
$$ — Ширина і диференціація ніш (ДН), реалізована ніша (NR) та фундаментальна ніша (NF).